# Lontovž, Ljubljana
Lontovž je palača, ki stoji na jugozahodnem vogalu Novega trga ob Gosposki ulici v Ljubljani, v neposredni bližini Narodne in univerzitetne knjižnice.
Danes je v njej sedež Slovenske akademije znanosti in umetnosti.

## Zgodovina
Lontovž, v nemščini Landhaus, je bil prvotno zgrajen 1467 leta kot palača Kranjskih deželnih stanov, po čemer je dobil tudi ime. V potresu leta 1511 je bilo poslopje precej poškodovano, leta 1524 pa je bilo v velikem požaru dokončno uničeno. Hiša je bila na novo pozidana v letih 1585–88, v 18. stoletju (natančneje 1782) pa obnovljena po načrtih Jožefa Schemerla. Lovrenc Prager, deželni stavbenik, je izdelal klasicistični portal z dvojnimi stebri in trikotno atiko. V poslopju je sprva prebivalo plemstvo, v 17. in 18. stoletju pa so v njem prirejali različne gledališke predstave, opere ter komedije.
Ohranjen je načrt preureditve Lontovža iz leta 1812, ki je predvideval ureditev sodne palače, ki pa ni bila izvedena. Potres leta 1895 je tudi to stavbo poškodoval. Trakt proti Gosposki ulici so morali porušiti, fasado proti Novemu trgu pa obnoviti, takrat je stavba pridobila bolj klasicističen videz. Leta 1903 je v prostorih Lontovža dobila mesto Kmetijska družba, kasneje pa Akademija znanosti in umetnosti, ki je bila ustanovljena leta 1938. V njej je med drugo svetovno vojno v letih 1941 in 1942 deloval tudi Radio Kričač, o čemer priča spominska plošča na fasadi.
Zgradba je bila obnovljena leta 1948 po načrtu arhitekta Janka Omahna. V času obnove so na dvorišču našli halštatsko nekropolo iz 11. ali 12. st. pr. n. št. s 323 žarnimi grobovi.